# Страйп, Джон
Джон Страйп (англ. John Strype; 1 ноября 1643 — 11 декабря 1737) — английский священник, историк и биограф.
Родился 8 ноября 1643 года в Лондоне, был сыном Джона Страйпа-старшего — гугенота, эмигрировавшего в Англию из Брабанта, спасаясь от религиозных преследований. Поселившись в Петтикот-Лейн в восточном Лондоне, он стал купцом-шёлкоторговцем. Джон Страйп-младший получил образование в школе святого Паула, а 5 июля 1662 года поступил в иезуитский колледж в Кембридже, а затем учился в колледже святой Катарины там же, где получил степень бакалавра в 1665 и магистра в 1669 году.
14 июля 1669 года он стал священником в деревне Тейдон-Боис, а через несколько месяцев куратором и проповедником в Лейтоне, в том же графстве. Он никогда не имел официального вида на жительство в Лейдене, но в 1674 году получил лицензию от епископа Лондона на проповедование и на исполнение обязанностей священника и куратора в этой местности, пока данные должности остаются вакантными, и Страйп до конца жизни получал деньги за эту работу. В 1711 году он получил от архиепископа Томаса Тенисона синекуру для проповедования в Уэст-Тарринге, Сассекс, и исполнял обязанности проповедника в Хакни с 1689 по 1724 год. В этом месте он провёл свои последние годы, живя с внучкой, которая была замужем за врачом-хирургом, Томасом Харрисом. Он умер в возрасте 94 лет и похоронен в церкви Лейтона.
Благодаря его дружбе с сэром Уильямом Хиксом Страйп сумел получить доступ к работам сэра Майкла Хикса, секретаря лорда Бёрли, из которых он сделан обширные выписки, а также вёл обширную переписку с архиепископом Уильямом Уэйком и епископами Гилбертом Бернетом, Фрэнсисом Аттербери и Николсоном. Материалы, которые он получил, были использованы им в его исторических и биографических работах, которые относятся главным образом к периоду Реформации в Англии. Большинство его оригинальных рукописей были сохранены и включены в число Лэндсдаунских рукописей в Британском музее.